# Hilara occipitalis
Hilara occipitalis är en tvåvingeart som beskrevs av Collin 1933. Hilara occipitalis ingår i släktet Hilara och familjen dansflugor. Inga underarter finns listade i Catalogue of Life.